# Electroputere

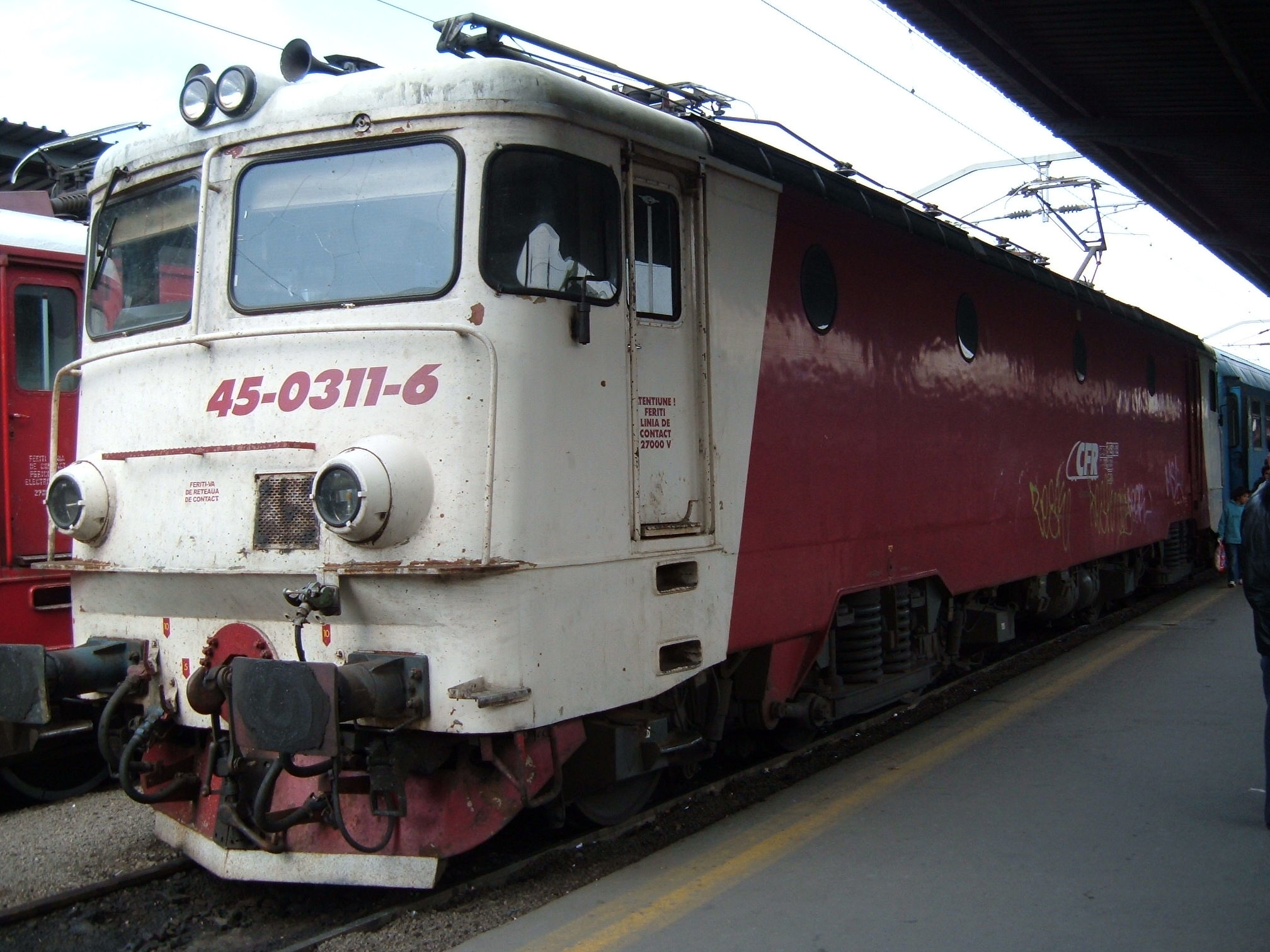
Eine Electroputere-Lok der C.F.R.

Electroputere (deutsch Elektrokraft) ist ein 1949 gegründeter Lokomotivhersteller aus Craiova in Rumänien. Der Hersteller produzierte überwiegend in großen Stückzahlen für den heimischen Markt, exportierte seine Maschinen – darunter sowohl Elektro- als auch Diesellokomotiven – jedoch früher auch nach Bulgarien, Griechenland, Großbritannien, Iran, Jugoslawien, Polen und in die Volksrepublik China. Bekanntester Typ ist die CFR-Baureihe 060 DA, allein von ihr fertigte Electroputere 2490 Exemplare.
Von 1955 bis 1959 stellte das Unternehmen darüber hinaus auch Großraumstraßenbahnen des Typs V954 her. Mitte Oktober 2007 wurde der ehemalige Staatsbetrieb schließlich privatisiert. 2009 beschäftigte die Firma 2540 Mitarbeiter.